# SGDC
SGDC (порт. Satélite Geoestácionário de Defesa e Comunicação Estratégicas) — бразильский государственный геостационарный спутник связи. Заказан компанией Visiona, совместным предприятием между бразильскими авиастроительным концерном Embraer и телекоммуникационной компанией Telebrás, для обеспечения безопасной связи и интернет-доступа Вооружённым силам и правительственным организациям Бразилии.
Построен на базе космической платформы Spacebus-4000С4 французской компанией Thales Alenia Space, контракт с которой подписан в декабре 2013 года. Стартовая масса спутника составляет 5735 кг, потребляемая мощность — 11 кВт. Ожидаемый срок службы спутника — 15 лет. На аппарат установлено 50 транспондеров Ka-диапазона с общей пропускной способностью до 80 Гбит/с, а также 7 транспондеров X-диапазона для потребностей военных структур.
Будет располагаться на орбитальной позиции 75° западной долготы.
Спутник SGDC запущен в паре со корейским спутником Koreasat 7, с помощью ракеты-носителя Ариан-5 ECA со стартового комплекса ELA-3 космодрома Куру во Французской Гвиане, контракт с оператором Arianespace подписан в декабре 2013 года. 
Изначально запуск намечался на 21 марта 2017 года, но был отложен из-за массовых забастовок во Французской Гвиане. Запуск осуществлён 4 мая 2017 года в 21:50 UTC.